# Monte Sotta
Il monte Sotta (a volte anche detto Monte Zotta) è una montagna delle Prealpi Liguri alta 1.206 m s.l.m.

## Geografia

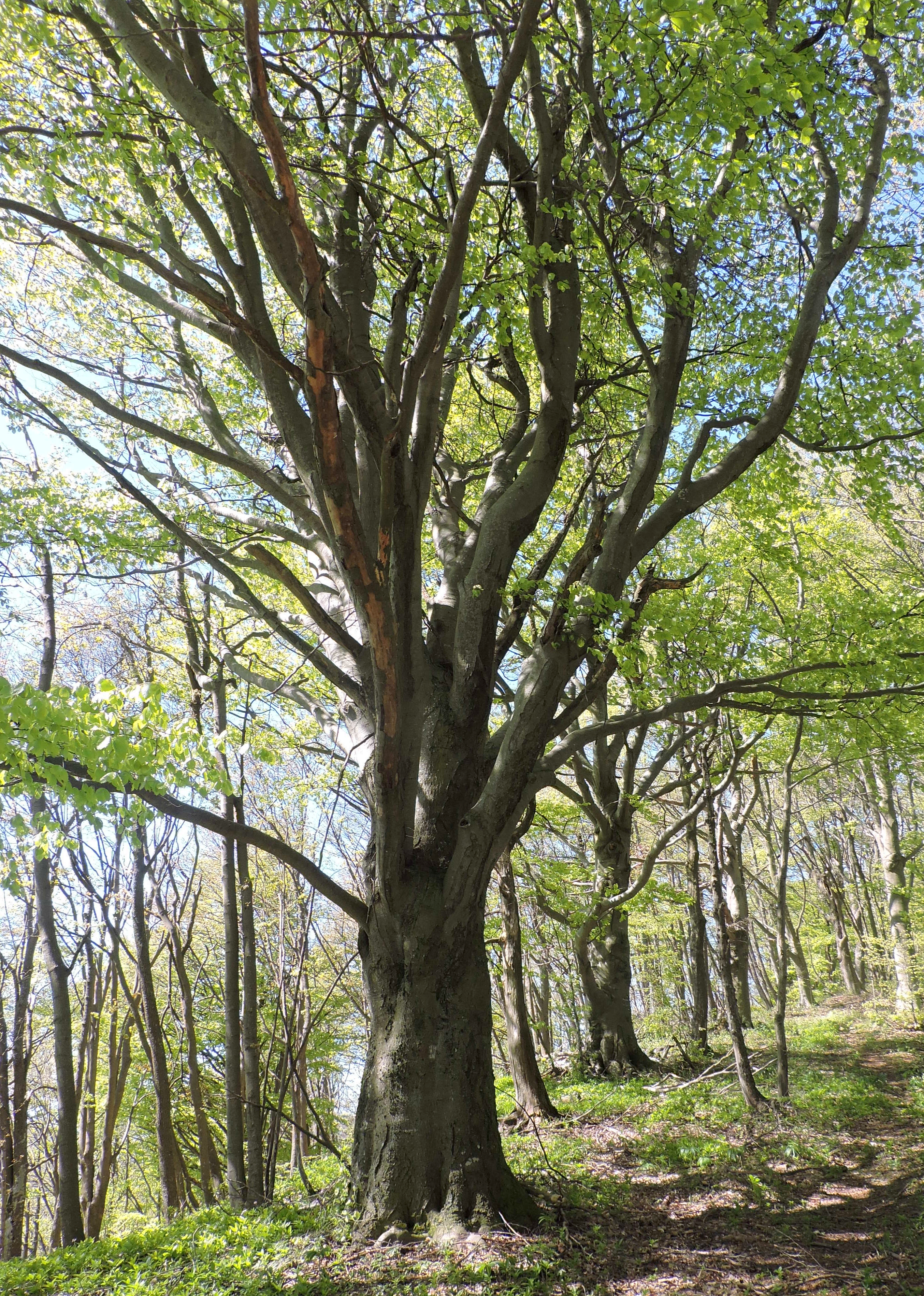
Un grande faggio nei pressi della cima

Il monte si trova sullo spartiacque che divide l'alta Val Tanaro dalla Val Bormida. Nei pressi della sua vetta passa il confine amministrativo tra le province di Savona e di Cuneo e sulla montagna convergono i territori del comune ligure di Calizzano e di quelli piemontesi di Bagnasco e Priola. È una delle principali cime della lunghissima costiera, prima montuosa e poi collinare, che dipartendosi dalla catena principale alpina in corrispondenza del monte Cianea separa la Val Tanaro dalla Val Bormida. La quota della cima è indicata in 1.204 metri da varie carte e pubblicazioni ma sulla cartografia ufficiale IGM l'effettivo punto culminante risulta collocato ad una quota di 1.206 m s.l.m.. La prominenza topografica del monte Sotta è di 217 metri ed è data dalla differenza di quota tra la vetta (1.206 m) e il punto di minimo situato in corrispondenza del Colle della Rionda (989 m, a sud della cima).

## Geologia

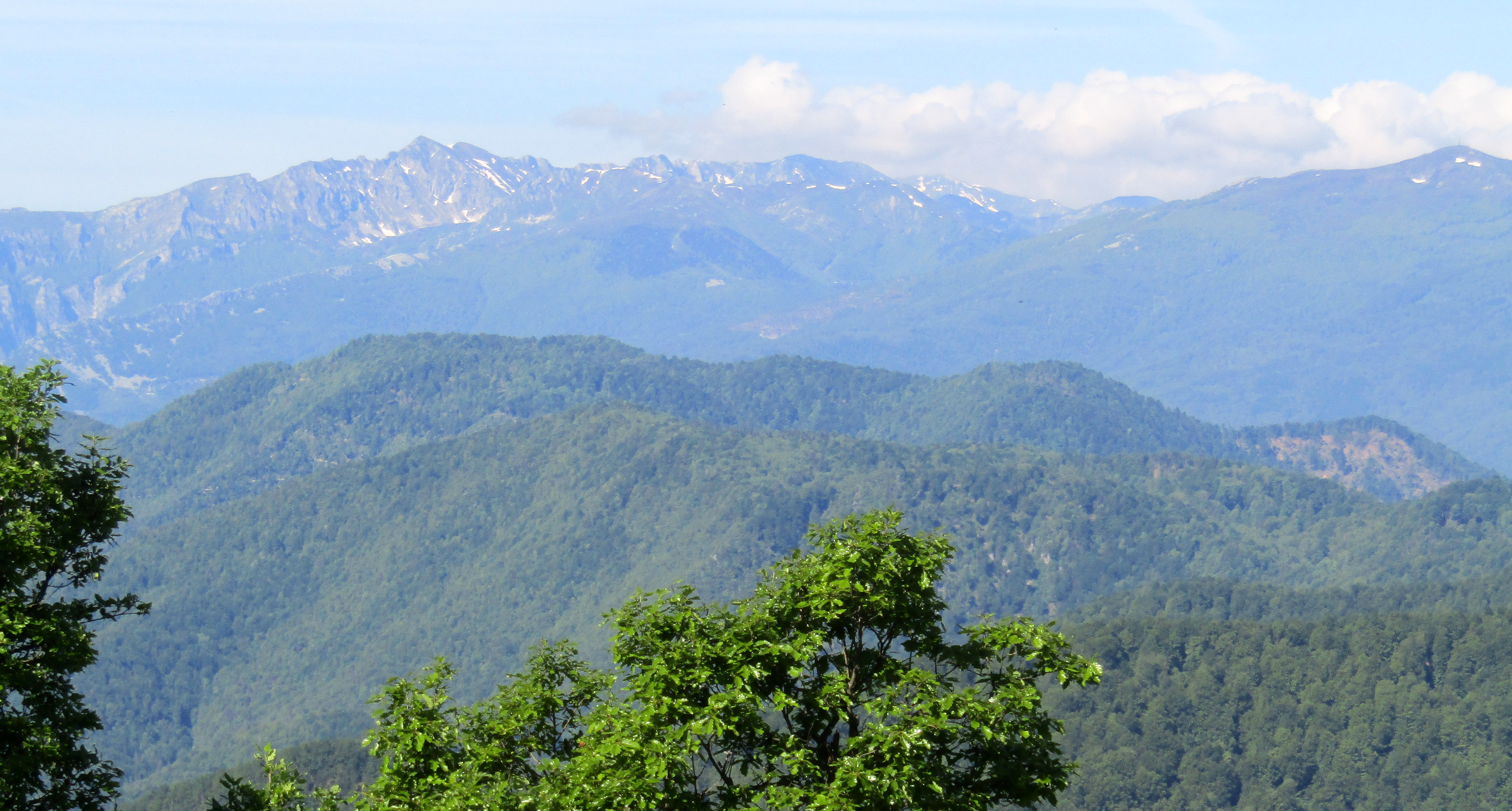
Vista dal monte Camulera

Dalla montagna prendono il nome Calcari di Monte Sotta, un tipo di roccia stratificata di colore grigiastro che quando si trova esposta agli agenti atmosferici tende a ricoprirsi di una patina di alterazione rosata. Questa fascia calcarea, assieme ad un sottostante strato di dolomia, viene denominata dai geologi l'Unità del Monte Sotta, di origine triassica. La zona pur essendo di natura carsica non presenta molte cavità di particolare interesse speleologico.

## Storia

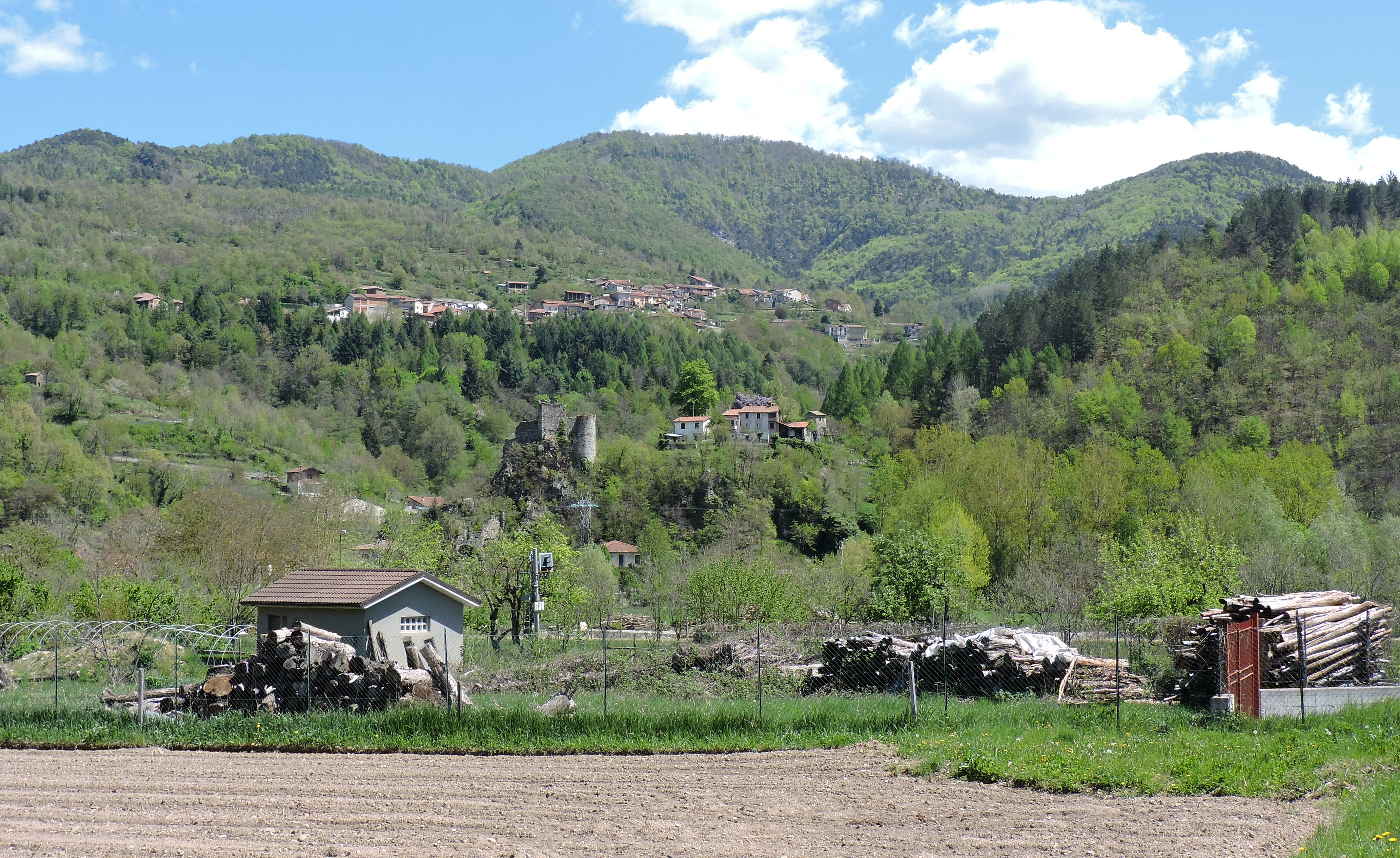
La montagna vista dal fondovalle Tanaro

La zona attorno al monte Sotta fu teatro di operazioni belliche collegate alle due campagne d'Italia di Napoleone Bonaparte e nel 1797 le truppe francesi si attestarono attorno alla cima della montagna.

## Accesso alla cima
Il monte Sotta può facilmente essere raggiunto per sentiero da varie parti. L'itinerario che parte dal Colle della Rionda vi arriva da sud dopo essere passato nei pressi del Bric delle Piombere ma affrontando un maggiore dislivello si può anche partire da Casario (una frazione di Priola) o dal versante esposto verso la Val Bormida.